# Herman Van Loo
Herman Van Loo (* 14. Januar 1945 in Mechelen; † 12. Oktober 2017 in Aalst) war ein belgischer Radrennfahrer und nationaler Meister im Radsport.

## Sportliche Laufbahn
Van Loo war Bahnradsportler und auch im Straßenradsport aktiv. Er war Teilnehmer der Olympischen Sommerspiele 1964 in Tokio. In der Einerverfolgung wurde er auf dem 9. Rang klassiert.
Bei den Bahnradsport-Weltmeisterschaften 1962 gewann er die Silbermedaille in der Einerverfolgung bei den Amateuren. Im Finale unterlag er gegen Kaj E. Jensen aus Dänemark. 1964 wurde er in dieser Disziplin Vize-Weltmeister hinter Tiemen Groen. Bei den nationalen Meisterschaften holte er 1964 den Titel in der Einerverfolgung, 1962 war er Vize-Meister. Dritter der Meisterschaft in der Mannschaftsverfolgung wurde er 1963 und 1964. Bei den Profis wurde er 1965 Dritter der Meisterschaft im Dernyrennen und 1966 Zweiter in der Einerverfolgung.
Als Amateur gewann er auf der Straße das Rennen Kattekoers, das auf dem Kurs von Gent–Wevelgem ausgetragen wurde. 
1965 wurde er Unabhängiger und 1966 Berufsfahrer und blieb bis 1970 als Radprofi aktiv. Er bestritt als Profi überwiegend Straßenrennen und hatte einige Kriteriumssiege. Nach 1970 startete er wieder als Amateur. 1974 kam er in der nationalen Meisterschaft im Zweier-Mannschaftsfahren als Dritter auf das Podium.